# Victor Hammer
Victor Karl Hammer (né le 9 décembre 1882 à Vienne et mort le 10 juillet 1967 à Lexington) est un typographe, peintre, sculpteur et graphiste autrichien. Il émigre en 1939 aux États-Unis.

## Biographie
Hammer, âgé de 15 ans, étudie l'architecture auprès de Camillo Sitte, puis en 1898 à l'académie des beaux-arts de Vienne, auprès de Christian Griepenkerl et d'Heinrich Lefler pour la peinture, de Hans Bitterlich pour la sculpture. Il se lie d'amitié avec Richard Gerstl et Konrad Mautner. Il est invité à la XXIe Exposition de Noël de Hagenbund en 1906. Il obtient en 1909 une bourse de voyage de l'académie, et présente en 1913, à la 45e exposition de la réunion des artistes autrichiens de la Sécession viennoise (novembre-décembre 1913) des ex-libris, à côté d'œuvres de grande dimension. L'inventaire du Bayerischen Staatsgemäldesammlungen recense sous le numéro 8760 un tableau intitulé Dame im Fauteuil (Dame dans un fauteuil) exécuté par Victor Hammer en 1914.
Membre du service de presse austro-hongrois des armées pendant la Première Guerre mondiale, Hammer peint des scènes de guerre sur les fronts russe, italien et turc. Il développe ensuite ses talents de graphiste et typographe. Lors de la 48e exposition de la Sécession à Vienne en 1917, il expose de nombreux portraits.
Il anime, à partir de 1922, la Stamperia del Santuccio à Florence, où il travaille avec une ancienne presse manuelle. Après 1936, il dirige la Schule für freie und strenge Künste à Grundlsee. Il réalise alors surtout des portraits et des paysages et dirige une école de peinture.
Il enseigne à l'Académie des beaux-arts de Vienne de 1938 à son émigration en 1939.

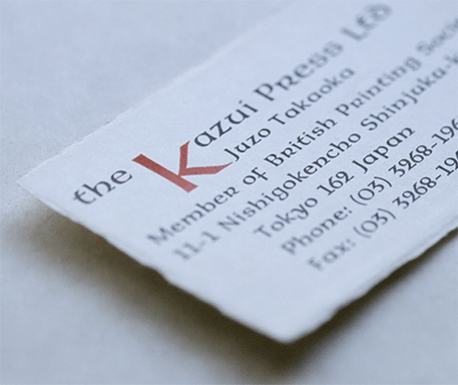
La carte de visite de Juzo Takaoka dans la police American Uncial.

Il crée sa police la plus connue, « American Uncial », à l'aide d'une presse manuelle en 1943 dans l'État de New York.
Il est l'auteur d'un grand nombre de polices d'écriture :
- 1923 : Hammer Uncial
- 1930 : Samson
- 1937 : Pindar
- 1941 : Aurora
- 1943 : American Uncial, Dearborn TF
- 1953 : American Uncial (révisée)
- 1958 : Andromaque, Anvil Press
- 1970 : Hammer Samson Uncial (révisée par R. Hunter Middleton)
- 1980 : Andromaque (révisée par R. Hunter Middleton)

Hammer a épousé Rosi Rossbach, le couple a eu deux enfants. Il épouse ensuite en 1955 Carolyn Reading.

## Publications
- Type design in relation to language & to the art of the punch cutter, Aurora, New York, 1947
- A dialogue on the Uncial between a paeongrapher and a printer, Aurora, New York, 1946
- Erläuternde Anmerkungen zur Pindar-Schrift, Salzburg, 1938
- Victor Hammer, Graz, 1936